# علي غيرو طويلعة
قرية علي غيرو طويلعة وهي قرية تتبع مدينة الدبس وتقع في محافظة كركوك شمال العراق.